# La Oliva
La Oliva is een gemeente in de Spaanse provincie Las Palmas in de regio Canarische Eilanden met een oppervlakte van 356 km². La Oliva telt 24.508 inwoners (1 januari 2016). De gemeente beslaat een deel van het eiland Fuerteventura maar omvat tevens het eilandje Isla de Lobos.

## Plaatsen in de gemeente
Kernen in de gemeente met het inwonertal in 2011:
- Corralejo (14.914)
- Villaverde (1.679)
- Lajares (1.690)
- La Oliva (1.354)
- Parque Holandes (1.075)
- El Cotillo (1.126)
- Tindaya (602)
- El Roque (231)
- Vallebron (114)
- Caldereta (129)
- Majanicho (35)
- Isla de Lobos (4)

## Demografische ontwikkeling
Bron: INE; 1857-2011: volkstellingen
Antigua · Betancuria · La Oliva · Pájara · Puerto del Rosario · Tuineje